# 澳門世界貿易中心

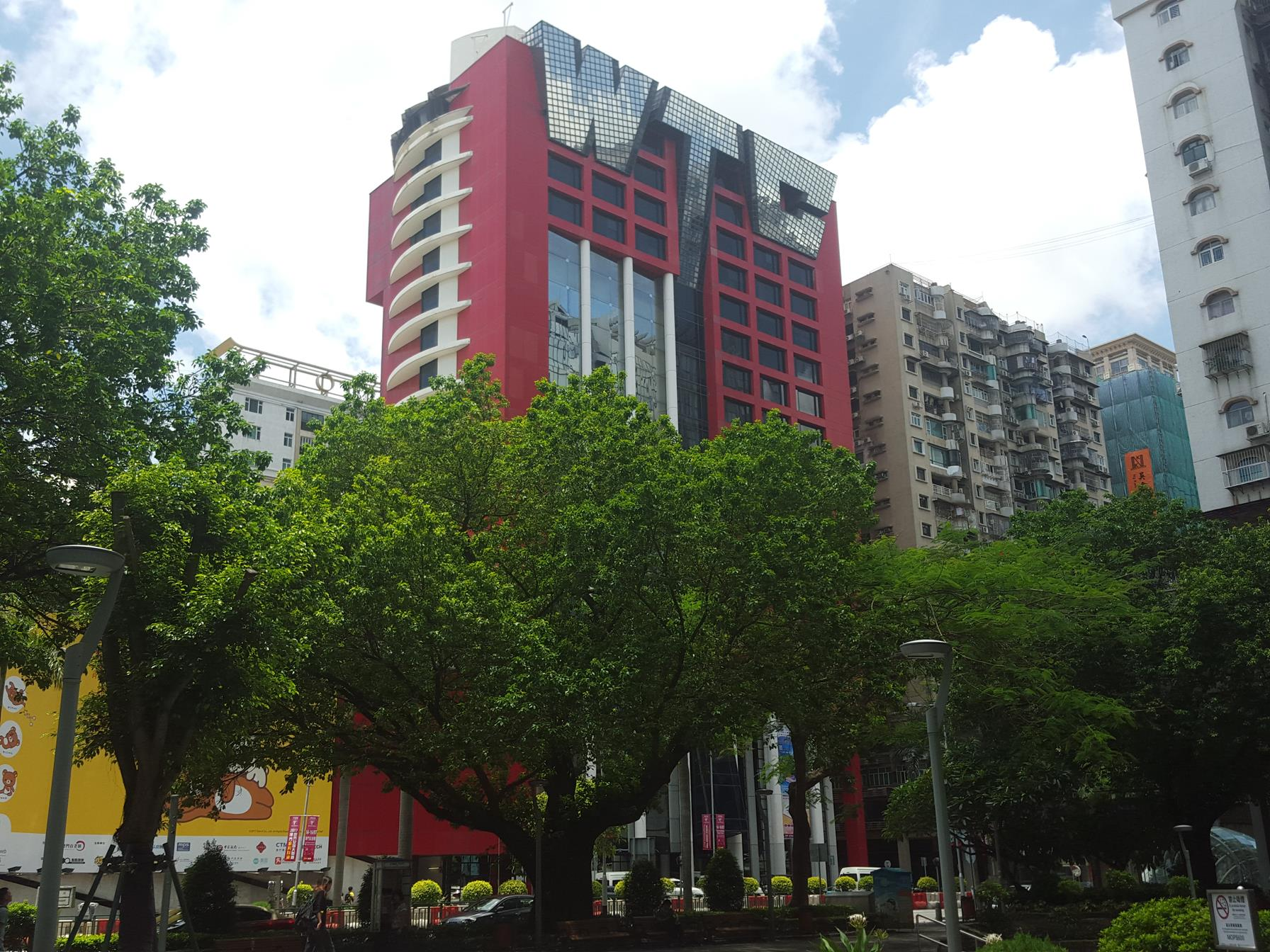
澳門世界貿易中心

澳門世界貿易中心（World Trade Center Macau），是一所由澳門政府與當地商界人士組成，推動澳門進入國際市場的組織，為世界貿易中心協會的常規會員。
該中心的管理機關包括董事會和行政委員會，向本地企業提供貿易資訊、市場調查報告、會所、會議展覽、辦公室租賃及秘書翻譯等服務。

## 大樓
位於澳門友誼大馬路，樓高20層，於1996年建成，總投資額1,250萬美元。除了是澳門世界貿易中心的辦事處外，也是貿易投資促進局、澳門基金會轄下澳門研究所等主要機構的辦公地點。

## 網站鏈接
- 澳門世界貿易中心 （页面存档备份，存于）